# Jurgis Bielinis

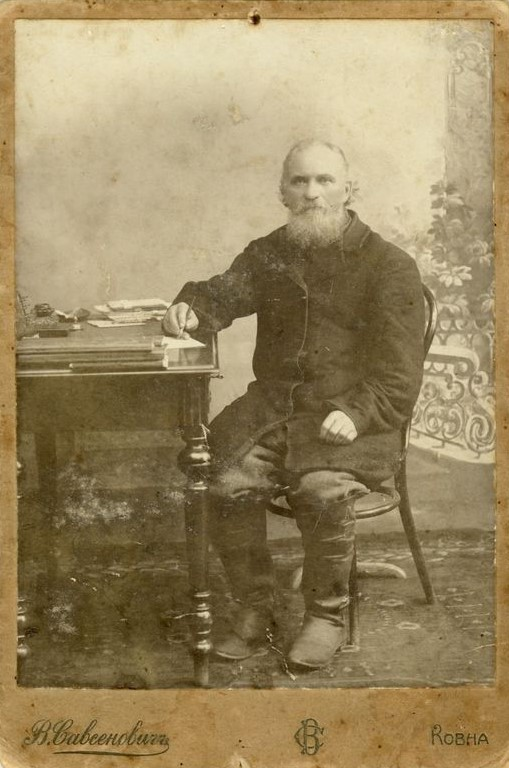
Jurgis Bielinis

Jurgis Bielinis (pseudonimy: Bieliakas, Jakulis), 16 marca 1846 r. w Purwiszkach, rejon Birży – 18 stycznia 1918 r. w Katinai, gm. Johaniszkiele, obecnie rejon poswolski, pochowany w miejscowości Suostas, niedaleko Birży) – publicysta litewski, kolporter literatury podziemnej, współpracownik redakcji gazet „Aušra“ i „Varpas“.

## Życiorys
Uczył się prywatnie w Szawlach i Mitawie, w 1872 r. skończył niemiecką szkołę podstawową w Rydze. W 1873 r. zajął się przemytem literatury litewskiej z Prus do zaboru rosyjskiego, był łącznikiem pomiędzy Maciejem Wołonczewskim (Motiejus Valančius) a wydawcą literatury litewskiej w Prusach, Janem Zabermanem. Od 1890 r. prześladowany przez władze, opuścił rodzinne strony i zajął się profesjonalnie przemytem literatury litewskiej.
Począwszy od roku 1885 stworzył sieć dystrybucji literatury litewskiej, obejmującą zachodnią i środkową część Litwy, a także Łatgalię. W ciągu 31 lat aktywnej działalności sam lub z pomocnikami przemycił przez granicę niemal połowę wszystkich pozycji literackich, jakie były wówczas drukowane w Prusach Wschodnich. Pięciokrotnie wpadł w ręce żandarmów carskich, lecz zawsze udawało mu się uciec. Za jego złapanie władze wyznaczyły sporą nagrodę. Bielinis wszedł do historii litewskiego ruchu narodowowyzwoleńczego jako najbardziej wyrazisty prototyp kolportera literatury podziemnej.
Jurgis Bielinis współpracował z gazetami „Aušra“ (Jutrzenka), „Varpas“ (Dzwon), „Ūkininkas“ (Gospodarz), „Tėvynės sargas“ (Strażnik ojczyzny), „Vilniaus žinios“ (Wiadomości wileńskie). Sam wydawał nieperiodyczną gazetkę „Baltasis erelis“ (Orzeł Biały). Jako jeden z pierwszych głosił ideę niepodległości litewskiej, jedności narodu litewskiego, krytykował dworzan za wyzysk chłopów. Propagował naiwne idee monarchistyczne wierząc, że dyplomatyczna pomoc państw zachodnich pomoże stworzyć państwo litewskie, dowodzone przez króla wywodzącego się ze stanu chłopskiego.

## Literatura
- Kazys Misius, Benjaminas Kaluškevičius. Didysis knygnešys Jurgis Bielinis. Wydawnictwo Diemedžio leidykla, 2007 r., ISBN 9986-23-131-0